# Jana Sizikova
Jana Dmitrievna Sizikova (in russo Яна Дмитриевна Сизикова?; Mosca, 12 novembre 1994) è una tennista russa.

## Carriera
Jana Sizikova ha vinto quattro titoli in doppio nel circuito WTA, il primo il 21 luglio 2019 al Ladies Open Lausanne di Losanna, in coppia con la connazionale Anastasija Potapova; mentre nel circuito ITF vanta 3 titoli in singolare e ben 46 titoli in doppio. Il 20 giugno 2016 ha raggiunto il best ranking mondiale nel singolare, 336ª posizione; il 24 luglio 2023 ha raggiunto il miglior piazzamento mondiale anche nel doppio, 40ª posizione.

## Statistiche WTA

### Doppio

#### Vittorie (6)
| Legenda               | Legenda      |
| --------------------- | ------------ |
| Grande Slam (0)       |              |
| Ori Olimpici (0)      |              |
| WTA Finals (0)        |              |
| WTA Elite Trophy (0)  |              |
| Dal 2009 al 2020      | Dal 2021     |
| Premier Mandatory (0) | WTA 1000 (0) |
| Premier 5 (0)         | WTA 1000 (0) |
| Premier (0)           | WTA 500 (0)  |
| International (1)     | WTA 250 (5)  |

| N. | Data           | Torneo                                              | Superficie  | Compagna             | Avversaria in finale                      | Punteggio        |
| 1. | 21 luglio 2019 | Ladies Open Lausanne, Losanna                       | Terra rossa | Anastasija Potapova  | Monique Adamczak Han Xinyun               | 6-2, 6-4         |
| 2. | 31 luglio 2022 | Livesport Prague Open, Praga                        | Cemento     | Anastasija Potapova  | Angelina Gabueva Anastasija Zacharova     | 6-3, 6-4         |
| 3. | 26 maggio 2023 | Grand Prix SAR La Princesse Lalla Meryem, Rabat     | Terra rossa | Sabrina Santamaria   | Lidzija Marozava Ingrid Gamarra Martins   | 3-6, 6-1, [10-8] |
| 4. | 23 luglio 2023 | Internazionali Femminili di Palermo, Palermo        | Terra rossa | Kimberley Zimmermann | Angelica Moratelli Camilla Rosatello      | 6-2, 6-4         |
| 5. | 24 maggio 2024 | Grand Prix SAR La Princesse Lalla Meryem, Rabat (2) | Terra rossa | Irina Chromačëva     | Anna Danilina Xu Yifan                    | 6-3, 6-2         |
| 6. | 20 luglio 2024 | Internazionali Femminili di Palermo, Palermo (2)    | Terra rossa | Aleksandra Panova    | Yvonne Cavallé Reimers Aurora Zantedeschi | 4-6, 6-3, [10-5] |

#### Sconfitte (3)
| Legenda              |
| -------------------- |
| Grande Slam (0)      |
| Argenti Olimpici (0) |
| WTA Finals (0)       |
| WTA Elite Trophy (0) |
| Dal 2021             |
| WTA 1000 (0)         |
| WTA 500 (0)          |
| WTA 250 (3)          |

| N. | Data            | Torneo                         | Superficie  | Compagna          | Avversarie in finale                  | Punteggio        |
| 1. | 6 marzo 2022    | Abierto GNP Seguros, Monterrey | Cemento     | Han Xinyun        | Catherine Harrison Sabrina Santamaria | 6-1, 5-7, [6-10] |
| 2. | 16 ottobre 2022 | Transylvania Open, Cluj-Napoca | Cemento (i) | Kamilla Rachimova | Kirsten Flipkens Laura Siegemund      | 3-6, 5-7         |
| 3. | 26 luglio 2024  | UniCredit Iași Open, Iași      | Terra rossa | Aleksandra Panova | Anna Danilina Irina Chromačëva        | 4-6, 2-6         |

## Circuito WTA 125

### Doppio

#### Vittorie (2)
| N. | Data             | Torneo                       | Superficie  | Compagna        | Avversaria in finale            | Punteggio        |
| 1. | 13 novembre 2022 | Chile Colina Open, Colina    | Terra rossa | Aldila Sutjiadi | Mayar Sherif Tamara Zidanšek    | 6-1, 3-6, [10-7] |
| 2. | 17 dicembre 2023 | Open BLS de Limoges, Limoges | Cemento (i) | Cristina Bucșa  | Oksana Kalašnikova Maia Lumsden | 6-4, 6-1         |

#### Sconfitte (1)
| N. | Data           | Torneo                     | Superficie  | Compagna            | Avversarie in finale       | Punteggio        |
| 1. | 15 maggio 2022 | Liqui Moly Open, Karlsruhe | Terra rossa | Alison Van Uytvanck | Mayar Sherif Panna Udvardy | 7-5, 4-6, [2-10] |

## Statistiche ITF

### Singolare

#### Vittorie (3)
| Torneo $100.000 (0) |
| Torneo $80.000 (0)  |
| Torneo $75.000 (0)  |
| Torneo $60.000 (0)  |
| Torneo $50.000 (0)  |
| Torneo $40.000 (0)  |
| Torneo $25.000 (0)  |
| Torneo $15.000 (0)  |
| Torneo $10.000 (3)  |

| N. | Data              | Torneo                                    | Superficie | Avversaria in finale | Punteggio        |
| 1. | 15 dicembre 2012  | ITF Djibouti Open, Gibuti                 | Cemento    | Anna Floris          | 6–2, 4–6, 6–4    |
| 2. | 15 settembre 2013 | Jolie Ville Golf Women's, Sharm El Sheikh | Cemento    | Prarthana Thombare   | 7–6(7), 3–6, 7–5 |
| 3. | 13 ottobre 2013   | Jolie Ville Golf Women's, Sharm El Sheikh | Cemento    | Helen Ploskina       | 6–2, 6–2         |

#### Sconfitte (12)
| Torneo $100.000 (0) |
| Torneo $80.000 (0)  |
| Torneo $75.000 (0)  |
| Torneo $60.000 (0)  |
| Torneo $50.000 (0)  |
| Torneo $40.000 (0)  |
| Torneo $25.000 (1)  |
| Torneo $15.000 (2)  |
| Torneo $10.000 (9)  |

| N.  | Data              | Torneo                                                 | Superficie  | Avversaria in finale      | Punteggio           |
| 1.  | 28 aprile 2013    | Jolie Ville Golf Women's, Sharm El Sheikh              | Cemento     | Arabela Fernandez Rabener | 6–3, 4–6, 6(3)–7    |
| 2.  | 1º settembre 2013 | Jolie Ville Golf Women's, Sharm El Sheikh              | Cemento     | Fatma Al-Nabhani          | 5–7, 3–6            |
| 3.  | 5 giugno 2015     | Jolie Ville Golf Women's, Sharm El Sheikh              | Cemento     | Angelina Žuravlëva        | 6–4, 6(3)–7, 6(5)–7 |
| 4.  | 22 agosto 2015    | ITF Women's Circuit Port El Kantaoui, Port El Kantaoui | Cemento     | Margarita Lazarëva        | 6-3, 2-6, 2-6       |
| 5.  | 6 settembre 2015  | Jolie Ville Golf Women's, Sharm El Sheikh              | Cemento     | Yu Yuanyi                 | 3–6, 1–6            |
| 6.  | 27 settembre 2015 | ITF Women's Circuit Port El Kantaoui, Port El Kantaoui | Cemento     | Caroline Romeo            | 3–6, 6–1, 0–6       |
| 7.  | 1º novembre 2015  | ITF Women's Circuit Port El Kantaoui, Port El Kantaoui | Cemento     | Kathinka von Deichmann    | 5-7, 7-5, 2-6       |
| 8.  | 6 dicembre 2015   | ITF Women's Circuit Port El Kantaoui, Port El Kantaoui | Cemento     | Isabella Šinikova         | 3-6, 2-6            |
| 9.  | 28 febbraio 2016  | Spring Cup, Mosca                                      | Cemento (i) | Irina Chromačëva          | 7-6(7), 4-6, 3-6    |
| 10. | 7 maggio 2016     | O1 Properties Ladies Cup, Chimki                       | Cemento (i) | Anastasija Gasanova       | 6–3, 2–6, 3–6       |
| 11. | 5 febbraio 2017   | Hammamet Open, Hammamet                                | Terra rossa | Jelena Simić              | 7–6(5), 4–6, 6(2)–7 |
| 12. | 20 agosto 2017    | Summer Cup, Mosca                                      | Terra rossa | Iryna Šymanovič           | 1–6, 7–5, 5–7       |

### Doppio

#### Vittorie (44)
| Torneo $100.000 (0) |
| Torneo $80.000 (0)  |
| Torneo $75.000 (0)  |
| Torneo $60.000 (0)  |
| Torneo $50.000 (0)  |
| Torneo $40.000 (0)  |
| Torneo $25.000 (14) |
| Torneo $15.000 (2)  |
| Torneo $10.000 (28) |

| N.  | Data              | Torneo                                                         | Superficie  | Compagna             | Avversarie in finale                            | Punteggio           |
| 1.  | 9 aprile 2012     | $10,000 Fujairah, Emirato di Fujaira                           | Cemento     | Anna Zaja            | Fatma Al-Nabhani Kyra Shroff                    | 6-4, 6-1            |
| 2.  | 16 aprile 2012    | $10,000 Muscat, Mascate                                        | Cemento     | Kyra Shroff          | Barbara Haas Laëtitia Sarrazin                  | 6–2, 6–4            |
| 3.  | 15 settembre 2012 | $10,000 Astana, Astana                                         | Cemento     | Polina Monova        | Uljana Ajzatulina Elena Malcëva                 | 6-3, 6-2            |
| 4.  | 19 novembre 2012  | $10,000 Vallduxo, La Vall d'Uixó                               | Terra rossa | Jade Windley         | Katharina Negrin Ksenija Šarifova               | 6-3, 6-4            |
| 5.  | 10 dicembre 2012  | $10,000 Djibouti, Gibuti                                       | Cemento     | Diana Bogolij        | Amandine Hesse Chloé Paquet                     | 6–3, 3–6, [10–8]    |
| 6.  | 17 dicembre 2012  | $10,000 Djibouti, Gibuti                                       | Cemento     | Diana Bogolij        | Amandine Hesse Chloé Paquet                     | 5–7, 6–4, [10–4]    |
| 7.  | 16 marzo 2013     | $10,000 Madrid, Madrid                                         | Terra rossa | Eugenija Paškova     | Gaia Sanesi Giulia Sussarello                   | 3–6, 6–3, [10–5]    |
| 8.  | 29 aprile 2013    | $10,000 Sharm El Sheikh, Sharm El Sheikh                       | Cemento     | Anna Morgina         | Lise Brulmans Klaartje Liebens                  | 6–3, 6–2            |
| 9.  | 26 agosto 2013    | $10,000 Sharm El Sheikh, Sharm El Sheikh                       | Cemento     | Anna Morgina         | Nikola Horáková Julija Valetova                 | 6-2, 6-4            |
| 10. | 2 settembre 2013  | $10,000 Sharm El Sheikh, Sharm El Sheikh                       | Cemento     | Anna Morgina         | Fatma Al-Nabhani Alina Micheëva                 | 6(4)–7, 6–1, [10–8] |
| 11. | 30 settembre 2013 | $10,000 Sharm El Sheikh, Sharm El Sheikh                       | Cemento     | Anna Morgina         | Giulia Bruzzone Karina Venditti                 | 6-2, 6-3            |
| 12. | 7 ottobre 2013    | $10,000 Sharm El Sheikh, Sharm El Sheikh                       | Cemento     | Anna Morgina         | Natasha Palha Karina Venditti                   | 6–3, 6–2            |
| 13. | 2 dicembre 2013   | $10,000 Djibouti, Gibuti                                       | Cemento     | Lee Hua-chen         | Shweta Rana Wang Xiyao                          | 6–3, 6–3            |
| 14. | 9 dicembre 2013   | $10,000 Djibouti, Gibuti                                       | Cemento     | Lee Hua-chen         | Margalita Lazarëva Kateryna Sliusar             | 4–6, 6–3, [10–4]    |
| 15. | 21 marzo 2014     | $10,000 Lima, Lima                                             | Terra rossa | Tamara Čurović       | Sofía Luini Aranza Salut                        | 6–4, 7–5            |
| 16. | 28 marzo 2014     | $10,000 Lima, Lima                                             | Terra rossa | Tamara Čurović       | Sofía Luini Aranza Salut                        | 6–2, 7–6(2)         |
| 17. | 4 aprile 2014     | $10,000 Lima, Lima                                             | Terra rossa | Tamara Čurović       | Stephanie Mariel Petit Carolina Zeballos        | 6–0, 6–4            |
| 18. | 9 settembre 2014  | $10,000 Sharm El Sheikh, Sharm El Sheikh                       | Cemento     | Anna Morgina         | Ilze Hattingh Michelle Sammons                  | 6–3, 0–6, [10–6]    |
| 19. | 1º giugno 2015    | $10,000 Kazan, Kazan'                                          | Cemento     | Anastasija Frolova   | Aida Kalimullina Ekaterina Jašina               | 6–2, 6–3            |
| 20. | 7 agosto 2015     | $10,000 Plovdiv, Plovdiv                                       | Terra rossa | Alexandra Nancarrow  | Maryna Kolb Nadiia Kolb                         | 6-3, 6-3            |
| 21. | 26 settembre 2015 | $10,000 El Kantaoui, Port El Kantaoui                          | Cemento     | Ol'ga Dorošina       | Lisa-Marie Maetschke Anastasija Šleptsova       | 6–2, 6–2            |
| 22. | 19 ottobre 2015   | $10,000 El Kantaoui, Port El Kantaoui                          | Cemento     | Magali Kempen        | Patrycja Polanska Anna Slovaková                | 7–6(0), 6–4         |
| 23. | 23 novembre 2015  | $10,000 El Kantaoui, Port El Kantaoui                          | Cemento     | Linnea Malmqvist     | Kajsa Rinaldo Person Natalija Sipek             | 6–4, 6–2            |
| 24. | 22 gennaio 2016   | $10,000 Astana, Astana                                         | Cemento (i) | Ol'ga Dorošina       | Aleksandra Grincišina Erika Vogelsang           | 6–4, 6-0            |
| 25. | 19 marzo 2016     | $10,000 Sharm El Sheikh, Sharm El Sheikh                       | Cemento     | Anastasija Komardina | Veronika Kapšaj Karin Kennel                    | 3–6, 6–3, [10–6]    |
| 26. | 18 giugno 2016    | $25,000 Fergana, Fergana                                       | Cemento     | Polina Monova        | Prerna Bhambri Ankita Raina                     | 7–6(0), 6–2         |
| 27. | 1º luglio 2016    | $10,000 Kazan, Kazan'                                          | Terra rossa | Ol'ga Dorošina       | Amina Anšba Angelina Gabueva                    | 6–4, 6(8)–7, [10–5] |
| 28. | 5 agosto 2016     | $25,000 Nonthaburi, Nonthaburi                                 | Cemento     | Ol'ga Dorošina       | Akiko Ōmae Miyabi Inoue                         | 4–6, 6–3, [11–9]    |
| 29. | 19 settembre 2016 | $25,000 Hua Hin, Hua Hin                                       | Cemento     | Laura Pigossi        | Wei Zhanlan Zhao Qianqian                       | 6–3, 2–6, [10–4]    |
| 30. | 8 ottobre 2016    | $10,000 Shymkent, Şımkent                                      | Terra rossa | Kamila Kerimbajeva   | Anna Pribjlova Julyette Steur                   | 6–2, 6–3            |
| 31. | 12 dicembre 2016  | $10,000 Casablanca, Casablanca                                 | Terra rossa | Daiana Negreanu      | Déborah Kerfs Ioana Loredana Roșca              | 6-4, 6-2            |
| 32. | 15 aprile 2017    | $15,000 Shymkent, Şımkent                                      | Terra rossa | Ilona Kramen'        | Anastasija Gasanova Anastasija Pribjlova        | 6–4, 6–1            |
| 33. | 21 aprile 2017    | $15,000 Shymkent, Şımkent                                      | Terra rossa | Ilona Kramen'        | Veronika Kapšaj Alexandra Perper                | 7-6(2), 6-1         |
| 34. | 1º settembre 2017 | $25,000 Almaty, Almaty                                         | Terra rossa | Gabriela Cé          | Nigina Abduraimova Akgul Amanmuradova           | 6–4, 3–6, [10–7]    |
| 35. | 14 ottobre 2017   | $25,000 Óbidos, Óbidos                                         | Sintetico   | Elica Kostova        | Georgia Brescia Alice Matteucci                 | w/o                 |
| 36. | 22 ottobre 2017   | $25,000 Óbidos, Óbidos                                         | Sintetico   | Ol'ga Dorošina       | Berfu Cengiz Katie Swan                         | 6-2, 6-2            |
| 37. | 27 ottobre 2017   | $25,000 Óbidos, Óbidos                                         | Sintetico   | Ol'ga Dorošina       | Lizaveta Hančarova Dalila Spiteri               | 6-0, 6-2            |
| 38. | 25 novembre 2017  | $25,000 Dakar, Dakar                                           | Cemento     | Ana Veselinović      | Valentini Grammatikopoulou Rosalie van der Hoek | 6–3, 6–3            |
| 39. | 25 novembre 2017  | $25,000+H Valencia, Valencia                                   | Terra rossa | Cristina Bucșa       | Georgina García Pérez Andrea Gámiz              | 7–6(1), 7–6(5)      |
| 40. | 16 marzo 2018     | $25,000 Gwalior, Gwalior                                       | Cemento     | Ana Veselinović      | Freya Christie Albina Khabibulina               | 6–3, 2–6, [10–5]    |
| 41. | 11 maggio 2018    | $25,000 Monzón, Monzón                                         | Cemento     | Cristina Bucșa       | Sarah Beth Grey Olivia Nicholls                 | 6–2, 5–7, [10–8]    |
| 42. | 10 agosto 2018    | $25,000 Las Palmas de Gran Canaria, Las Palmas de Gran Canaria | Terra rossa | Ulrikke Eikeri       | Başak Eraydın İpek Soylu                        | 6-2, 6-4            |
| 43. | 22 giugno 2019    | W25 Madrid, Madrid                                             | Cemento     | Polina Monova        | Ange Oby Kajuru Laura Maluniaková               | 6-4, 6-2            |
| 44. | 22 gennaio 2022   | W25 Manacor, Manacor                                           | Cemento     | Anastasia Dețiuc     | Quirine Lemoine Bibiane Schoofs                 | 6-2, 6-3            |

#### Sconfitte (33)
| Torneo $100.000 (1) |
| Torneo $80.000 (0)  |
| Torneo $75.000 (0)  |
| Torneo $60.000 (2)  |
| Torneo $50.000 (0)  |
| Torneo $40.000 (0)  |
| Torneo $25.000 (8)  |
| Torneo $15.000 (3)  |
| Torneo $10.000 (19) |

| N.  | Data              | Torneo                                                          | Superficie  | Compagna                  | Avversarie in finale                      | Punteggio            |
| 1.  | 25 ottobre 2010   | Torneo Internacional de Tenis Sant Cugat, Sant Cugat del Vallès | Terra rossa | Desiree Schelenz          | Yvonne Cavalle-Reimers Carmen Lopez-Rueda | 3–6, 5–7             |
| 2.  | 10 marzo 2012     | Open GDF SUEZ de Bourgogne, Digione                             | Cemento (i) | Alison Van Uytvanck       | Diāna Marcinkēviča Despina Papamichail    | 5-7, 6(7)-7          |
| 3.  | 2 aprile 2012     | Bahrain Women's Circuit, Manama                                 | Cemento     | Anna Zaja                 | Abbie Myers Anna Tjulpa                   | 3–6, 6–3, [11–13]    |
| 4.  | 27 maggio 2012    | GD Tennis Cup, Smirne                                           | Cemento     | Nadia Abdalá              | Sylwia Zagórska Natalia Siedliska         | 4–6, 3–6             |
| 5.  | 10 giugno 2012    | Agri Open, Ağrı                                                 | Sintetico   | Abbie Myers               | Aleksandra Romanova Chantal Škamlová      | 3–6, 6–4, [7–10]     |
| 6.  | 25 giugno 2012    | GD Tennis Cup, Smirne                                           | Cemento     | Zuzana Zlochová           | Akari Inoue Kaori Onishi                  | 2–6, 6–1, [4–10]     |
| 7.  | 12 novembre 2012  | Heraklion Hellenic Zeus Circuit, Heraklion                      | Sintetico   | Tamara Čurović            | Başak Eraydın Abbie Myers                 | 4–6, 4–6             |
| 8.  | 18 febbraio 2013  | Torneo Mallorca, Maiorca                                        | Terra rossa | Anastasia Grymalska       | Leticia Costas Réka Luca Jani             | 3–6, 2–6             |
| 9.  | 13 marzo 2013     | Torneo Internacional de Tenis Femenino Ciudad de Monzón, Monzón | Cemento     | Arabela Fernandez Rabener | Tatiana Búa Lucia Cervera-Vazquez         | 6–4, 5–7, [7–10]     |
| 10. | 28 aprile 2014    | Andijan Womens, Andijan                                         | Cemento     | Polina Monova             | Albina Khabibulina Veronika Kudermetova   | 4-6, 6(5)–7          |
| 11. | 16 settembre 2014 | Jolie Ville Golf Women's, Sharm El Sheikh                       | Cemento     | Anna Morgina              | Arantxa Andrady Ilze Hattingh             | 6(6)–7, 2–6          |
| 12. | 12 agosto 2015    | ITF Womens Tennis Club de Tunis, Tunisi                         | Terra rossa | Barbara Bonić             | Eléonore Barrère Kassandra Davesne        | 1–6, 3–6             |
| 13. | 21 agosto 2015    | ITF Women's Circuit Port El Kantaoui, Port El Kantaoui          | Cemento     | Dar'ja Černecova          | Sofia Luini Naomi Totka                   | 5–7, 6–1, [7–10]     |
| 14. | 7 settembre 2015  | Jolie Ville Golf Women's, Sharm El Sheikh                       | Cemento     | Kamonwan Buayam           | Britt Geukens Victoria Muntean            | 1–6, 6–3, [8–10]     |
| 15. | 28 settembre 2015 | ITF Women's Circuit Port El Kantaoui, Port El Kantaoui          | Cemento     | Anette Munozova           | Valentini Grammatikopoulou Jelena Simić   | 6–4, 4–6, [6–10]     |
| 16. | 5 dicembre 2015   | ITF Women's Circuit Port El Kantaoui, Port El Kantaoui          | Cemento     | Dar'ja Černecova          | Karin Kennel Isabella Šinikova            | 6–4, 3–6, [7–10]     |
| 17. | 27 febbraio 2016  | Spring Cup, Mosca                                               | Cemento (i) | Polina Monova             | Anastasija Komardina Nina Stojanović      | 7–6(5), 1–6, [10–12] |
| 18. | 6 maggio 2016     | O1 Properties Ladies Cup, Chimki                                | Cemento (i) | Polina Monova             | Ol'ga Dorošina Alena Tarasova             | 2–6, 4–6             |
| 19. | 21 giugno 2016    | Torneo Internacional Ciudad de Don Benito, Don Benito           | Sintetico   | Arabela Fernandez Rabener | Chayenne Ewijk Rosalie van der Hoek       | 5–7, 2–6             |
| 20. | 25 luglio 2016    | President's Cup, Astana                                         | Cemento     | Polina Monova             | Natela Dzalamidze Veronika Kudermetova    | 2–6, 3–6             |
| 21. | 22 agosto 2016    | Trofeo CPZ, Bagnatica                                           | Terra rossa | Conny Perrin              | Alice Matteucci Camilla Rosatello         | 4–6, 7–5, [5–10]     |
| 22. | 24 dicembre 2016  | Morocco ITF World Tennis Tour, Casablanca                       | Terra rossa | Déborah Kerfs             | Katharina Hering Olga Parres Azcoitia     | 1–6, 2–6             |
| 23. | 21 gennaio 2017   | Hammamet Open, Hammamet                                         | Terra rossa | Cristina Dinu             | Laura Pigossi María Teresa Torró Flor     | 2–6, 4–6             |
| 24. | 4 febbraio 2017   | Hammamet Open, Hammamet                                         | Terra rossa | Hsu Chieh-yu              | Giorgia Marchetti Angelica Moratelli      | 4–6, 3–6             |
| 25. | 18 marzo 2017     | Jolie Ville Golf Women's, Sharm El Sheikh                       | Cemento     | Valerija Strachova        | Ol'ga Dorošina Polina Monova              | 1–6, 1–6             |
| 26. | 26 agosto 2017    | Mençuna Cup, Artvin                                             | Cemento     | Elica Kostova             | Gabriela Cé Ankita Raina                  | 2-6, 3-6             |
| 27. | 10 novembre 2017  | LIC ITF Women's Tennis Championships, Pune                      | Cemento     | Lee Pei-chi               | Jaqueline Cristian Tereza Mihalíková      | 6–4, 3–6, [7–10]     |
| 28. | 10 dicembre 2017  | Circuito Internacional Femenino Castellon Spain, Nules          | Terra rossa | Cindy Burger              | Charlotte Römer Olga Sáez Larra           | 6–2, 1–6, [7–10]     |
| 29. | 31 agosto 2018    | Almaty Womens, Almaty                                           | Terra rossa | Polina Monova             | Tereza Mihaliková Valerija Strachova      | 6–1, 2–6, [5–10]     |
| 30. | 9 novembre 2018   | Pavlov Cup, Minsk                                               | Cemento (i) | Polina Monova             | Ilona Kramen' Iryna Šymanovič             | 3–6, 6(3)–7          |
| 31. | 2 novembre 2019   | Open GDF SUEZ Nantes Atlantique, Nantes                         | Cemento (i) | Vivian Heisen             | Akgul Amanmuradova Ekaterine Gorgodze     | 6(2)-7, 3-6          |
| 32. | 25 gennaio 2020   | Kazan Kremlin Cup, Kazan'                                       | Cemento (i) | Natela Dzalamidze         | Ekaterina Jašina Anastasija Zacharova     | 2-6, 4-6             |
| 33. | 27 aprile 2024    | Oeiras CETO Open, Oeiras                                        | Terra rossa | Wu Fang-hsien             | Francisca Jorge Matilde Jorge             | 2-6, 0-6             |